# Mys Buor-Chaja
Mys Buor-Chaja (rusky Буор-Хая) je mys v moři Laptěvů, nejsevernější bod stejnojmenného poloostrova v Saše, v Rusku.

## Geografie
Mys se nachází mezi Buorchajskou zátokou na západě a Janským zálivem na východě. Jde o výrazný mys s 11 metrů vysokým majákem. Moře v oblasti kolem mysu je zamrzlé přibližně devět měsíců v roce a často zablokované ledovými krami. Východně od mysu je dlouhá, napůl ponořená kosa známá jako Kosa Buor-Chaja.
Z administrativního hlediska patří mys do Usťjanského okresu v  Saše v Ruské federaci.

## Klima
Oblast má subarktické klima (Dfc) s přechodem k tundrovému klimatu (ET).

## Historie
Poblíž mysu se nachází pozdně paleolitické (před 27 tisíci lety) naleziště Buor-Chaja/Orto-Stan, kde byly nalezeny stopy po řezání těžkým nástrojem a několik čar vyškrábaných kamenným nástrojem na mamutích kostech.
Mys byl podrobně prozkoumán v létě 1739 ruským navigátorem Michailem Jakovlevičem Ščerbininem během Velké severní expedice.
V oblasti mysu došlo k velkému počtu nehod a ztroskotání lodí.